# Daspletosaurus horneri
Daspletosaurus horneri byl jedním ze dvou známých druhů velkého teropodního dinosaura rodu Daspletosaurus, náležející do čeledi Tyrannosauridae.

## Historie
V roce 2017 popsal tým paleontologů další druh daspletosaura, D. horneri. Tento tyranosaurid žil v době před asi 75,2 až 74,4 miliony let na území dnešní Montany (souvrství Two Medicine) a byl zřejmě přímým vývojovým potomkem druhu Daspletosaurus torosus. Druh D. horneri dosahoval délky zhruba 9 metrů a hmotnosti kolem 2500 kg.
Výzkum stavby spodní čelisti tohoto teropoda ukázal, že stejně jako slavnější příbuzný druh Tyrannosaurus rex měli patrně citlivý senzorický systém na konci svých čelistí.
Nejbližšími příbuznými tohoto druhu daspletosaura jsou druhy Daspletosaurus torosus a Daspletosaurus wilsoni. Vývojové vztahy a průběh evoluce u daspletosaura a dalších tyranosauridů je nicméně stále otevřenou otázkou, do značné míry závislou na podobě výzkumu a množství i kvalitě vstupních informací pro fylogenetické analýzy.